# Scott Donaldson
Scott Robert Donaldson (* 19. März 1994 in Perth) ist ein schottischer Snookerspieler, der seit 2012 Mitglied der Profitour ist. 2020 gewann er mit der Championship League sein erstes Profiturnier.

## Karriere
Zwischen 2010 und 2012 gewann Donaldson mehrere nationale Juniorentitel. 2011 erreichte er das Achtelfinale und 2012 das Viertelfinale der schottischen Snooker-Meisterschaft. Nachdem er 2011 außerdem das Viertelfinale der Europameisterschaft und die Runde der letzten 32 der U21-Amateurweltmeisterschaft erreicht hatte, zog er Anfang 2012 ins Halbfinale der U21-Europameisterschaft ein. Zudem nahm er mit einigem Erfolg an zwei Turnieren der Players Tour Championship teil. Doch kurz nach seinem Erfolg bei der U21-Europameisterschaft erreichte er das Finale der Europameisterschaft 2012 und besiegte dort den Iren Brendan O’Donoghue mit 7:3. Damit qualifizierte er sich für die Snooker Main Tour. Zudem hatte er versucht, sich über die Q School zu qualifizieren, hatte aber beim zweiten Turnier in seinem Gruppenfinale gegen Jamie O’Neill verloren.

### Erste Profijahre

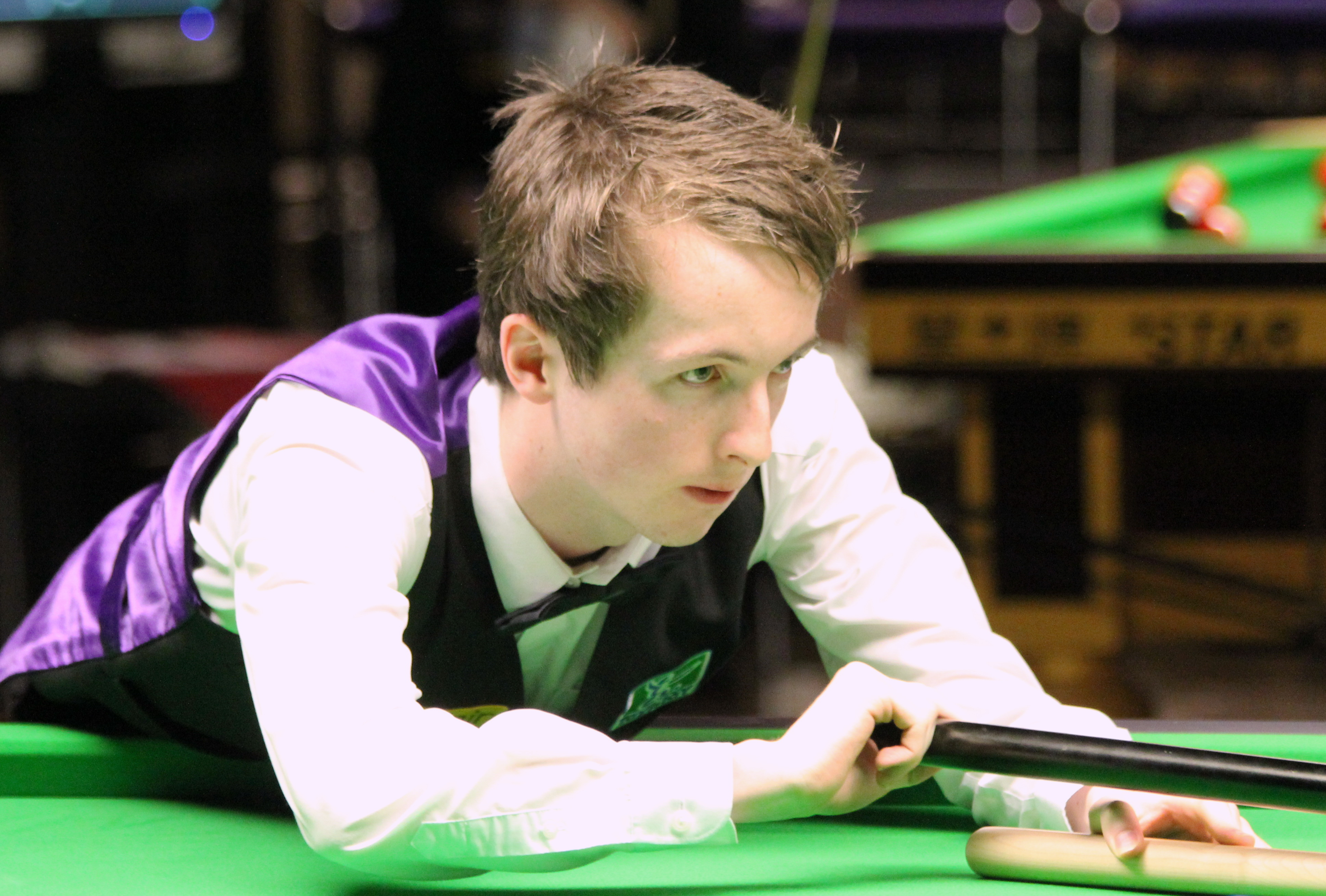
Donaldson beim Paul Hunter Classic 2012

Donaldsons erste Profisaison war die Spielzeit 2012/13, die zum einen aus mehreren Ranglistenturnieren und zum anderen aus zahlreichen Turnieren der Players Tour Championship mit begrenztem Weltranglisteneinfluss (Minor-ranking-Turnieren) bestand. Donaldson hatte vor allem bei den PTC-Turnieren Erfolg und erreichte dadurch bei gut der Hälfte aller Turniere die Runde der letzten 64, in der er aber zumeist ausschied. Lediglich beim Paul Hunter Classic erreichte er die Runde der letzten 32, musste sich dann aber auch hier geschlagen geben. Auf der Weltrangliste war er zum Saisonende auf Rang 89 geführt.
Etwas besser verlief die nächste Saison, als er bei den PTC-Turnieren Bulgarian Open und Yixing Open das Viertelfinale beziehungsweise das Halbfinale erreichte. Zudem erreichte er sowohl beim Wuxi Classic als auch bei den Welsh Open sowie bei einem weiteren PTC-Turnier das Achtelfinale und mehrfach die Runde der letzten 32. Auf der Weltrangliste verbesserte er sich auf Rang 67, womit er nur knapp die mit Rang 64 verbundene Direktqualifikation für die nächste Saison verpasste. Da er jedoch zu den besten Spielern der PTC-Saison gehörte, qualifizierte er sich über die Order of Merit der europäischen Teil-Tour für die nächsten beiden Profisaisons.
In der Saison 2014/15 konnte Donaldson jedoch nicht an die vorherige Saison anknüpfen; nur selten erreichte er die Runde der letzten 32, wobei er häufig sogar sein Auftaktspiel verlor. Sein bestes Ergebnis war eine Viertelfinalteilnahme bei den Yixing Open, wo er zum einzigen Male in der Saison die Runde der letzten 32 überstand. Auf der Weltrangliste platzierte er sich zum Saisonende auf Rang 93. Dieser Negativtrend setzte sich in der folgenden Saison fort, als er nur bei vier von fünfzehn Turnieren in die Runde der letzten 64 gelang, dort jeweils zweimal und in der Runde der letzten 32 sowie im Achtelfinale jeweils einmal ausschied. Zwar verbesserte er sich auf Ranglistenplatz 82, doch damit verpasste er erneut die direkte Qualifikation für die nächste Saison. Doch da seine guten Ergebnisse jeweils bei PTC-Turnieren stattfanden, qualifizierte er sich erneut über die Order of Merit für zwei weitere Saisons.

### Etablierung in den Top 64
Mit der Saison 2016/17 wurde die Players Tour Championship wieder eingestellt, was aber nichts an der hohen Zahl der Turniere änderte. Die Saison verlief für Donaldson deutlich besser, als er mehrfach die Runde der letzten 64 erreichte und viermal diese auch überstand. Während er beim Shanghai Masters in dieser Runde ausschied, musste er sich beim European Masters und bei den Northern Ireland Open erst im Achtelfinale geschlagen geben. Sein bestes Ergebnis erzielte er jedoch bei den Welsh Open, wo er mehrere Spieler aus der erweiterten Weltspitze besiegte und erst im Halbfinale gegen Judd Trump ausschied. Auf der Weltrangliste verhalf ihm dies zu einer Platzierung auf Rang 65. In der nächsten Saison verlor er jedoch reihenweise Auftaktspiele, konnte aber ab der zweiten Saisonhälfte öfters die Runde der letzten 64 erreichen und zog bei der UK Championship in die Runde der letzten 32 und bei den Gibraltar Open ins Halbfinale ein. Dies rettete ihn auf Platz 58 der Weltrangliste, wodurch er sich erstmals direkt für die nächste Saison qualifizieren konnte.
Deutlich besser war jedoch Donaldson Form in der Saison 2018/19, als er bei einem Großteil der Turniere frühestens in der Runde der letzten 64 und öfters auch erst in nachfolgenden Runde der letzten 32 ausschied, unter anderem bei der Snookerweltmeisterschaft. Bei den Welsh Open und bei den Indian Open schied er erst im Viertelfinale aus, wogegen er beim Paul Hunter Classic und bei den China Open das Halbfinale erreichte, dort aber jeweils ausschied. Auf der Weltrangliste sprang er somit während der Saison auf Rang 35. Ähnlich verlief auch die nächste Saison; bis zur Zwangspause wegen der COVID-19-Pandemie waren Donaldson beste Ranglistenturnier-Ergebnisse zwei Viertelfinalteilnahmen bei den Scottish Open und beim European Masters. Bei der Championship League, einem Turnier ohne Weltranglisteneinfluss, qualifizierte er sich zudem mit einem Gruppensieg in Gruppe 4 für die Finalgruppe, in der er sich wiederum knapp für die Endrunde der Top 4 qualifizieren konnte. Dort besiegte er den zu diesem Zeitpunkt amtierenden Weltmeister Judd Trump, ehe er mit einem whitewash über seinen Landsmann Graeme Dott sein erstes Profiturnier gewann. Durch diesen Sieg qualifizierte er sich zur Teilnahme an den Champion of Champions 2020.

## Erfolge
| Ausgang         | Jahr   | Turnier                         | Finalgegner        | Ergebnis |
| --------------- | ------ | ------------------------------- | ------------------ | -------- |
| Amateurturniere |        |                                 |                    |          |
| Zweiter         | 2012/2 | Q School                        | Jamie O’Neill      | 2:4      |
| Sieger          | 2012   | EBSA-Snookereuropameisterschaft | Brendan O’Donoghue | 7:3      |
| Profiturniere   |        |                                 |                    |          |
| Sieger          | 2020 I | Championship League             | Graeme Dott        | 3:0      |